# Pryluky
Pryluky (ukrajinsky Прилуки; rusky Прилуки – Priluki) jsou město v Černihivské oblasti na Ukrajině. Leží na řece Udaji a v roce 2011 mělo takřka 52 000 obyvatel.

## Dějiny
První zmínka o městě je z roku 1085 Vladimírem II. Monomachem. V té době zde byla pevnost Kyjevské Rusi na obranu proti Pečeněhům a Kypčakům. V roce 1092 ji Kypčakové dobyli a vybili obyvatelstvo. K podobnému dobývání pak došlo ještě několikrát, například v roce 1239 vypálili město Mongolové.
V rámci Lublinské unie se město dostalo do polského držení.
Zhruba šest kilometrů na západ od města leží letecká základna Pryluky. Koncem Studené války na ní byly strategické bombardéry Tupolev Tu-160 s možnou jadernou výzbrojí a jednalo se tak o jedno z nejvýznamnějších letišť Sovětského letectva v Ukrajinské sovětské socialistické republice.